# Peter Christoffersen
 Ikke at forveksle med Peter Christoffersen (skuespiller) .
Peter Laub Christoffersen (født 20. august 1946) er en dansk aktuar og erhvervsleder. 
Christoffersen er student fra Aurehøj Gymnasium og kandidat i forsikringsvidenskab fra Københavns Universitet i 1971. 
Som nyddannet blev han ansat i Mejeriernes og Landbrugets Ulykkesforsikring (senere Topdanmark), hvor han i 1975 blev direktør. I 1976 blev han direktionssekretær i Baltica, i 1977 vicedirektør, i 1978 direktør og fra 1985 administrerende direktør. Som følge af at koncernen havde lidt store tab på sine aktiviteter blev han i december 1992 afskediget. I 1995 blev han direktør for Feriehusudlejernes Brancheforening, og i 1997 for AON Holding Scandinavia. Fra 1999 var han vicedirektør i 2M Invest og fra 2000-2002 direktør for forretningsudvikling samme sted. Siden 2003 har han været direktør i PenSam.